# 红鹳刺缘吸虫
红鹳刺缘吸虫（学名：Acanthoparyphium phoenicopteri）为棘口科刺缘属的动物。分布于突尼斯以及中国大陆的福建等地，营寄生生活，宿主红鹳、矾鹬以及寄生在肠中。